# 김영욱 (바이올린 연주자)
김영욱(金永旭, 1948년 ~ )은 대한민국의 바이올린 연주자이다. 서울 출생. 4세부터 피아노를 치다가 9세에 바이올린을 시작했다. 1960년 연주회를 위해 대한민국을 찾았던 피아노 연주자 루돌프 제르킨은 그를 미국에 있는 커티스 음악 학교에 입학하게 했다. 1965년 메리 위던 국제 콩쿠르에서 최고상을 받은 것을 계기로 레너드 번스타인, 헤르베르트 폰 카라얀 등의 지휘자가 이끄는 관현악단과 협연을 하면서 이름이 알려지기 시작했다. 독주자로서의 활동 외에도 독일의 데트몰트 국립 음악대에서 학생들을 가르치는 일과 요요 마, 엠마누엘 엑스와 더불어 실내악 연주 활동을 하였다.